# Fliegerhorst Faßberg

i7
i11
i13
Der Fliegerhorst Faßberg (ICAO-Code: ETHS) ist ein deutscher Militärflugplatz in Faßberg, Niedersachsen. Mit 574 ha Gesamtareal ist er einer der flächenmäßig größten Flugplätze der Bundeswehr. Der Flugplatz wird hauptsächlich vom Heer als Heeresflugplatz für die Heeresflieger genutzt.

## Geschichte
Im Zuge der Aufrüstungspläne der Luftwaffe befahl das Reichsluftfahrtministerium am 14. August 1933 den Bau von vier Bombenfliegerschulen, u. a. Faßberg. Es wurde eine Stärke von je 60 Piloten, Beobachtern und Fliegerschützen vorgesehen. Die lokale Behörden erfuhren im November durch den Bau des Anschlussgleises Poitzen–Schmarbeck von der Errichtung, bei welcher der Tarnname „Hanseatische Fliegerschule e. V. Faßberg“ verwendet wurde. Eine 40-köpfige Baukolonne begann am 8. November 1933 mit dem Bau der Gleisanlagen.
Der Fliegerhorst wurde 1934 für die noch „getarnte“ zukünftige Luftwaffe eröffnet, die dort am 1. Januar 1935 die Bombenschule Faßberg einrichtete. Sie wurde am 1. Mai 1935 in Kampffliegerschule Faßberg und am 1. November 1938 in Große Kampffliegerschule Faßberg umbenannt. Am 5. September 1939 wurde die Schule mit ihrem Stab nach Hörsching in Oberösterreich verlegt und in Große Kampffliegerschule Hörsching umbenannt.
Die folgende Tabelle zeigt die vollständige Auflistung aller fliegenden aktiven Einheiten (ohne Schul- und Ergänzungsverbände) der Luftwaffe der Wehrmacht, die hier zwischen 1934 und 1945 stationiert waren.
| Von           | Bis            | Einheit                                                   | Ausrüstung                                        |
| ------------- | -------------- | --------------------------------------------------------- | ------------------------------------------------- |
| Mai 1934      | März 1936      | I./KG 154 (I. Gruppe des Kampfgeschwaders 154)            | Junkers Ju 52/3m, Dornier Do 11, Dornier Do 23    |
| August 1938   | Oktober 1938   | KGr. z. b. V. 5 (Kampfgruppe zur besonderen Verwendung 5) | Junkers Ju 52/3m, Junkers W 34                    |
| August 1938   | September 1938 | Schlachtfliegergruppen 30 und 40                          | Henschel Hs 123, Heinkel He 45                    |
| Oktober 1939  | November 1939  | I./KG 1                                                   | Heinkel He 111H                                   |
| Oktober 1939  | Februar 1940   | Stab/KG 1                                                 | Heinkel He 111H                                   |
| Oktober 1939  | Juni 1941      | Stab, II./KG 4                                            | Heinkel He 111P                                   |
| Dezember 1941 | Juli 1942      | III./KG 4                                                 | Heinkel He 111H-6                                 |
| Januar 1942   | Mai 1944       | Teile der I./KG 40                                        | Focke-Wulf Fw 200C, Heinkel He 111H               |
| Januar 1944   | Februar 1944   | II./NJG 4 (II. Gruppe des Nachtjagdgeschwaders 4)         | Messerschmitt Bf 110F-4, Dornier Do 217N          |
| April 1944    | April 1944     | I./ZG 76 (I. Gruppe des Zerstörergeschwaders 76)          | Messerschmitt Bf 110G-2                           |
| Mai 1944      | Mai 1944       | I./Kampfgeschwader 100                                    | Heinkel He 177A-3                                 |
| Juni 1944     | August 1944    | Teile der III./KG 1                                       | Heinkel He 177A-3, Heinkel He 177A-5              |
| November 1944 | Januar 1945    | 1./NJG 11 (1. Staffel des Nachtjagdgeschwaders 11)        | Messerschmitt Bf 109G-6, Messerschmitt Bf 109G-14 |
| November 1944 | Dezember 1944  | I./LG 1 (I. Gruppe des Lehrgeschwaders 1)                 | Junkers Ju 88S-3                                  |
| April 1945    | April 1945     | Stab/NAGr. 6 (Stab Nachtaufklärungsgruppe 6)              |                                                   |

Nach Ende des Zweiten Weltkrieges nutzte die British Air Force of Occupation den Fliegerhorst, den die Alliierten zunächst als Airfield B.152 bezeichneten. Im Sommer 1945 lagen hier zunächst Spitfire XVI des 145. Wing (Geschwaders), das aus einer Staffel der RNZAF und drei Staffeln mit französischen Freiwilligen bestand; letztere verlegten im Herbst 1945 nach Friedrichshafen in die Französische Besatzungszone. Im Jahr 1946 lagen hier das 135. Wing mit drei Staffeln Tempest V/II und das 160. Wing mit zwei Staffeln belgischer Spitfire. Letztere waren hier bereits seit dem Herbst 1945 stationiert und verlegten, nunmehr mit belgischen Kokarden versehen, Mitte Oktober 1946 auf ihre neue Basis Beauvechain.
In den Jahren 1948 und 1949 war der nunmehr als RAF Fassberg bezeichnete Platz eine wichtige Drehscheibe der Berliner Luftbrücke.
Nach dem Ende der Luftbrücke wurde die Station wieder Stationierungsort von Jagdbombern, u. a. der Typen Vampire und ab Mai 1953 deren Nachfolger Venom des 121st Wing. Die letzten überhaupt mit Kolbenmotoren ausgerüsteten Flugzeuge der 2. Tactical Air Force der RAF, zwei Staffeln Mosquitos, hatten Faßberg bereits im Februar 1951 verlassen.
Nach Gründung der Bundeswehr wurde die Liegenschaft am 8. Dezember 1956 an diese übergeben.
Der Fliegerhorst Faßberg war u. a. Standort einer Ausbildungseinrichtung für Flugzeugführer der Bundeswehr. Bis zum 30. Juni 1975 bestand auf dem Fliegerhorst Faßberg die Hubschrauberführerschule der Luftwaffe (HFSLw). Die HFSLw, welche truppendienstlich dem Lufttransportkommando unterstellt war, führte die Ausbildung von Hubschrauberführern auf den Mustern Bell UH-1D, Alouette II und Bell 47 G2 durch. Neben dem fliegenden Personal der Luftwaffe wurden auch Heeresflieger und Marineflieger sowie fliegerisches Personal des damaligen Bundesgrenzschutzes, Feuerwehr- und Polizeikräfte und Militärpersonen befreundeter Staaten zu Hubschrauberführern ausgebildet.
Bis kurz nach dem Zusammenbruch des Warschauer Paktes 1990 war auf dem Fliegerhorst die IV. Abteilung des Fernmelderegiments 33 der Luftwaffe stationiert. Unter dem Codenamen Paper Mill befand sich auf diesem Standort die Tieffliegermelde- und Leitzentrale. In ihr wurden die von verschiedenen Dauereinsatzstellungen gewonnenen Daten über Tiefflüge an der innerdeutschen Grenze gesammelt und ausgewertet.

## Heutige Nutzung
Derzeit hat das Transporthubschrauberregiment 10 „Lüneburger Heide“ der Heeresfliegertruppe hier seinen Standort. Auch das Technische Ausbildungszentrum Luftwaffe (ab 18. Dezember 2013, vormals die Technische Schule der Luftwaffe 3 (TSLw 3)) befindet sich hier. Außerdem sind die Deutsch-Französische Ausbildungseinrichtung Eurocopter Tiger (das Pendant zur Ausbildung der fliegenden Besatzungen befindet sich in Le Luc-Le Cannet), die Fachschule der Luftwaffe, das Sanitätsversorgungszentrum Faßberg und eine Außenstelle des Bundeswehr-Dienstleistungszentrums Bergen am Standort stationiert.

Verbandsabzeichen der in Faßberg vertretenen Einrichtungen der Bundeswehr
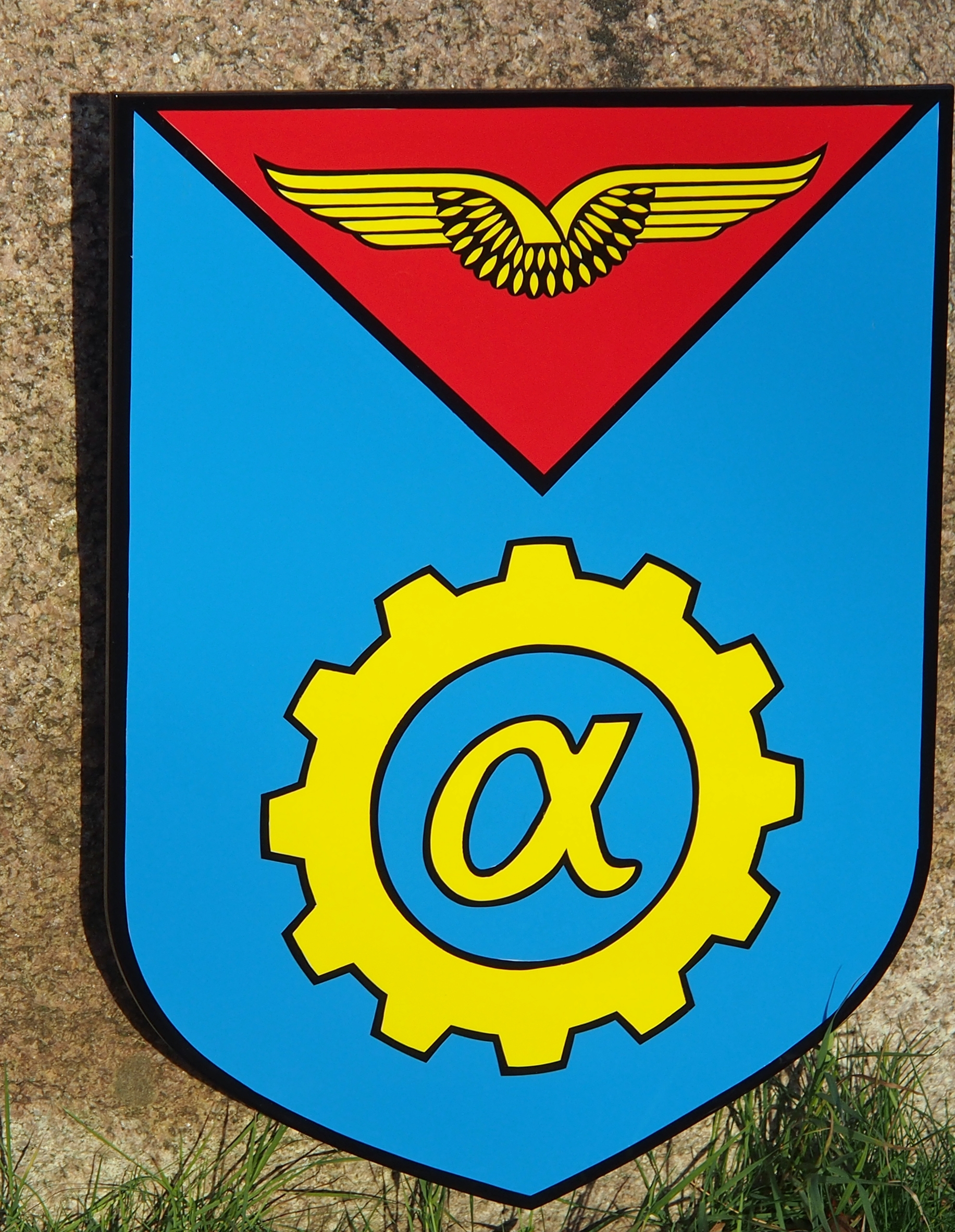
Technisches Ausbildungszentrum Luftwaffe
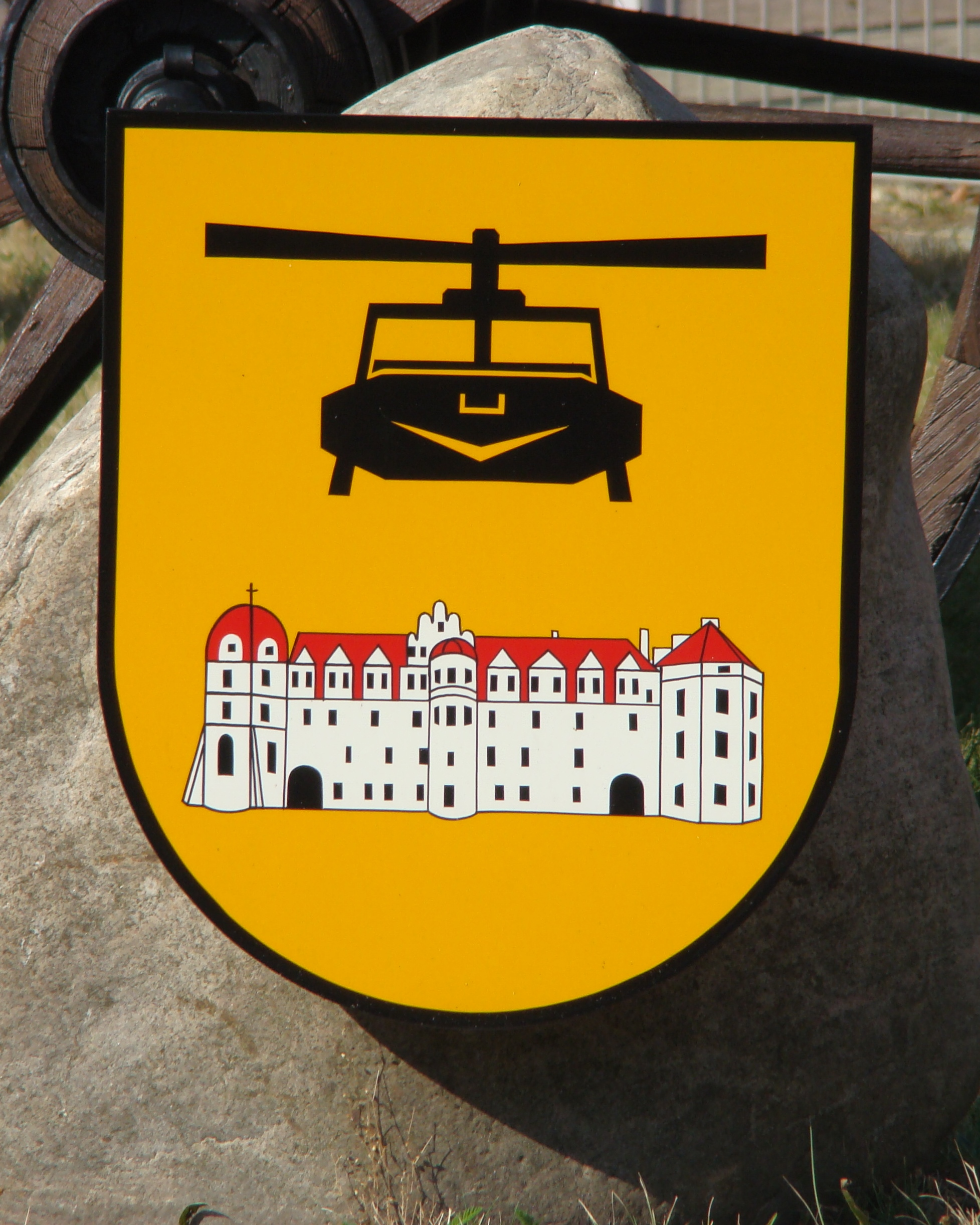
Transporthubschrauber-Regiment 10
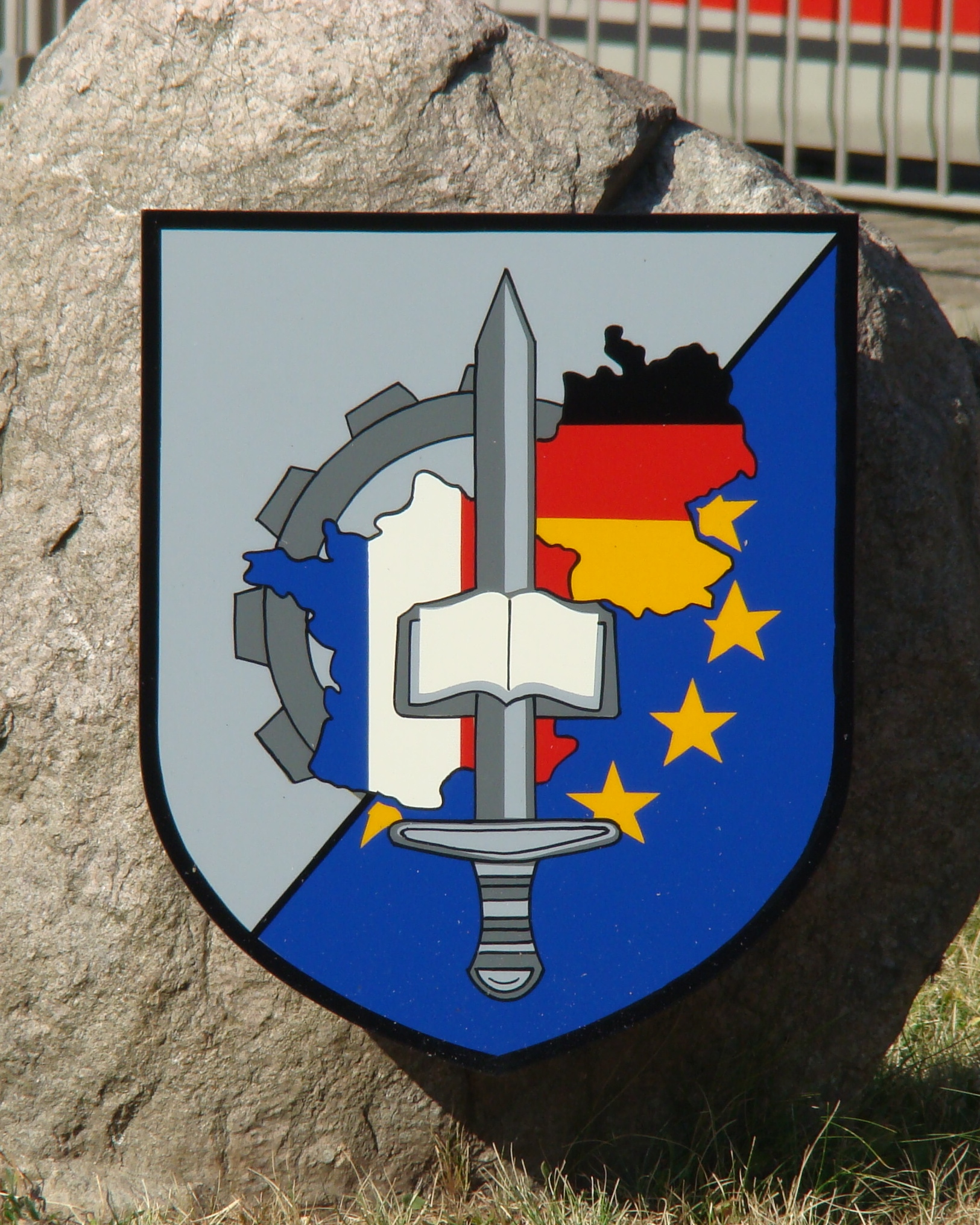
Deutsch-Französische Ausbildg.-Einrichtg. Tiger
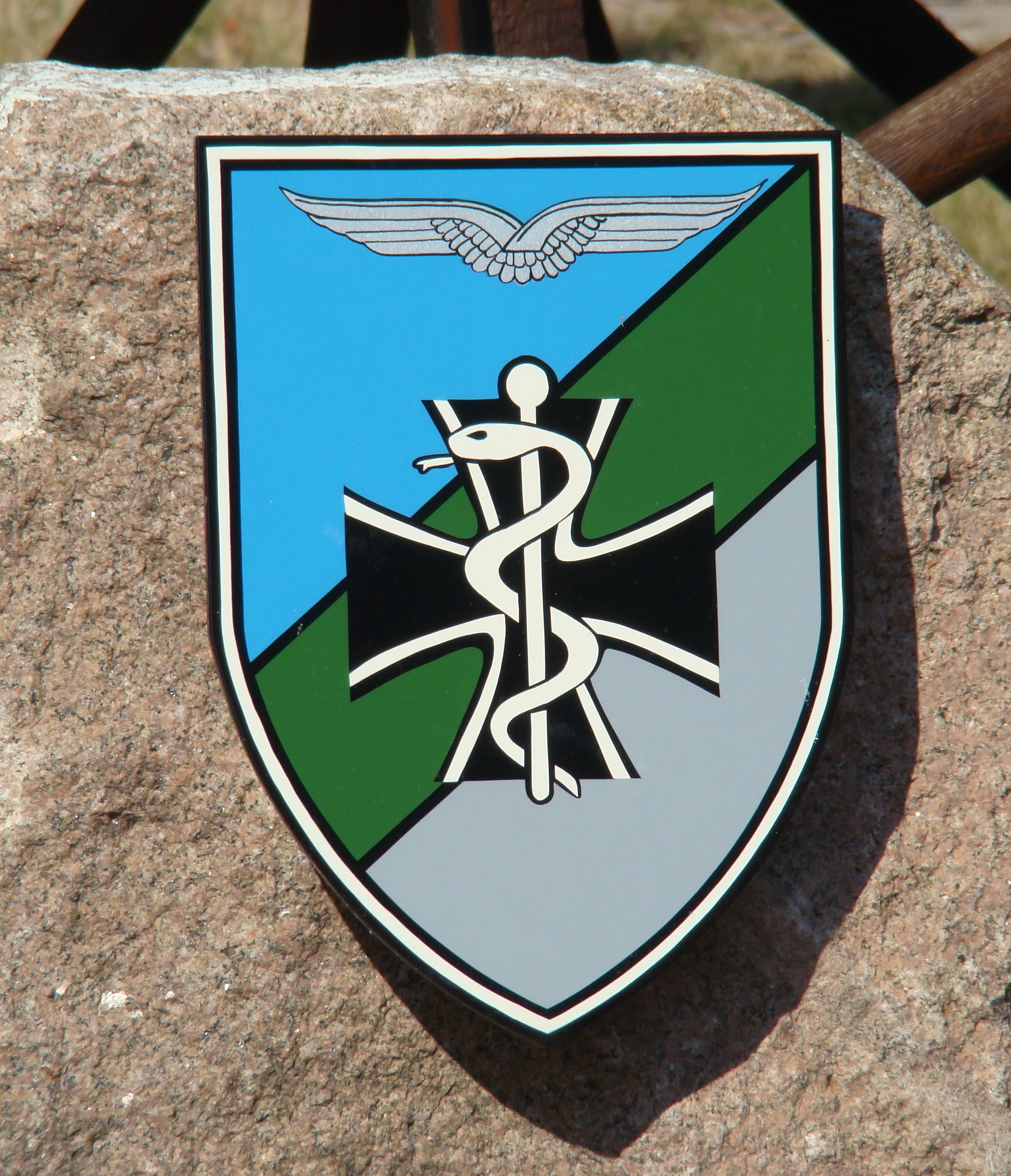
Sanitätsversorgungszentrum
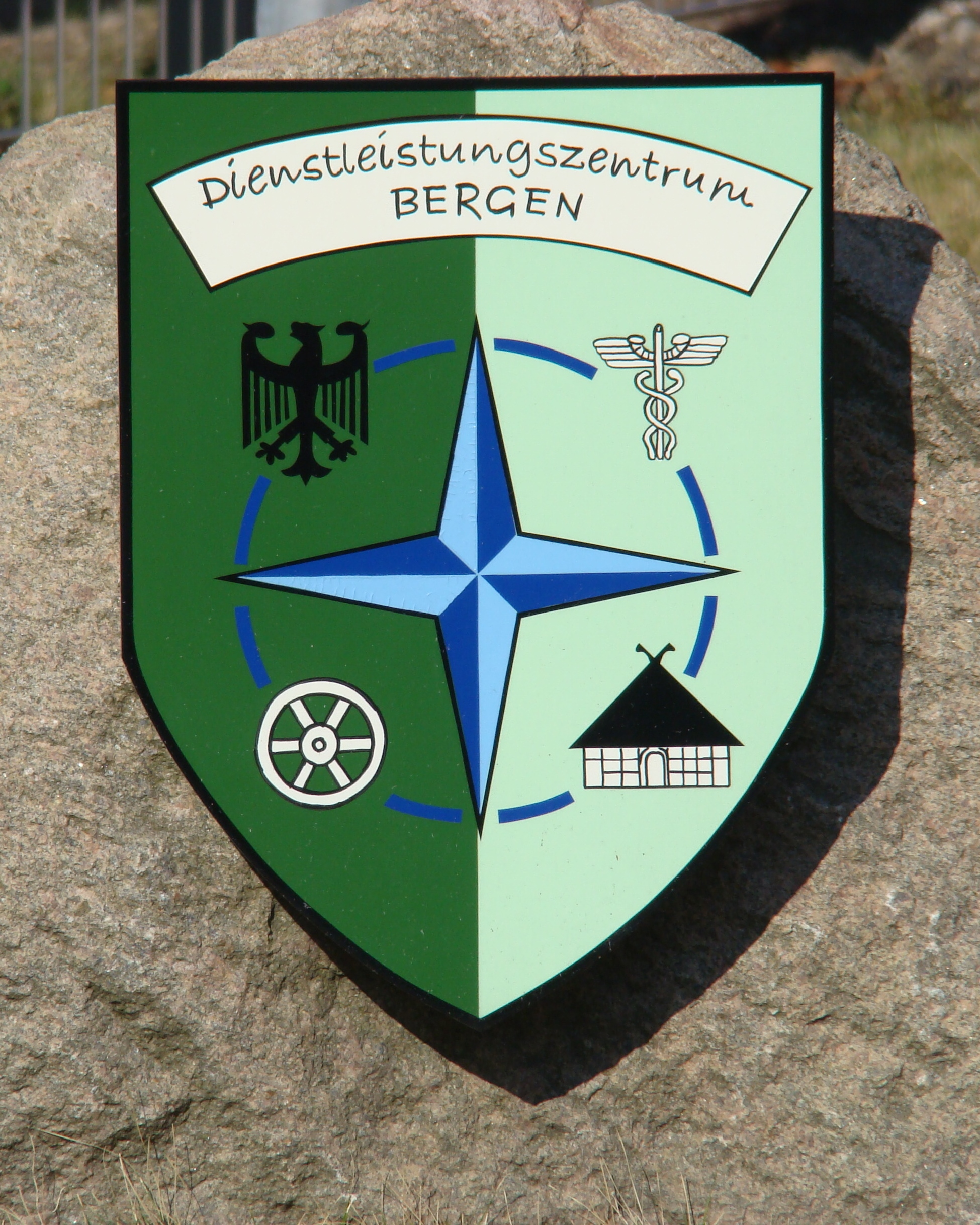
Bundeswehr-Dienstleistungszentrum Bergen

## Zwischenfälle
- Am 24. Juli 1948 verunglückte eine Douglas DC-3 der britischen Royal Air Force (Luftfahrzeugkennzeichen RAF KN252) bei der Landung auf dem Fliegerhorst Faßberg. Bei der Landung nach einem Triebwerksbrand brach das Fahrwerk zusammen. Alle drei Besatzungsmitglieder, die einzigen Insassen, überlebten den Unfall. Das Flugzeug wurde irreparabel beschädigt.[5]

- Am 5. Dezember 1948 stürzte eine Douglas DC-4/C-54D-10-DC der United States Air Force (USAF) (42-72698) kurz nach dem Start vom Fliegerhorst Faßberg ab. Die Maschine war für die Berliner Luftbrücke im Einsatz und sollte nach Berlin-Gatow fliegen. Alle drei Besatzungsmitglieder, die einzigen Insassen, kamen ums Leben.[6]

- Am 18. Januar 1949 verunglückte eine Douglas DC-4/C-54G-15-DO der United States Air Force (USAF) (45-563) im Anflug auf den Fliegerhorst Faßberg. Die Maschine war für die Berliner Luftbrücke im Einsatz und befand sich auf dem Rückweg vom Flughafen Berlin-Tempelhof. Eines der drei Besatzungsmitglieder kam ums Leben, die anderen zwei überlebten.[7]